# 리처드 파이러스
리처드 파이러스(영어: Richard Pyros, 1976년 4월 1일 ~ )는 오스트레일리아에서 활동하는 잉글랜드 출신 배우이다. 연극 무대에서 활동했는데 2016년 영화 《핵소 고지》에 풀러 역으로 출연하였다.